# Liste der Deutschen Hallenmeister im 200-Meter-Lauf
Die Liste der Deutschen Hallenmeister im 200-Meter-Lauf enthält alle Leichtathleten und Leichtathletinnen, die den 200-Meter-Lauf bei Deutschen Leichtathletik-Hallenmeisterschaften gewannen.

## Deutsche Meisterschaften (DLV)
| Jahr | Herren                                                 | T [s] | Damen                                         | T [s] |
| ---- | ------------------------------------------------------ | ----- | --------------------------------------------- | ----- |
| 1965 | Dieter Hübner (Salamander Kornwestheim)                | 22,1  | Kirsten Roggenkamp (TSV Siemensstadt)         | 24,7  |
| 1968 | Bernd Jacob                                            | 21,6  | Christa Elsler (MTV Vater Jahn Peine)         | 24,9  |
| 1969 | Edgar Krüger                                           | 21,8  | Ute Hofmann (Homburger Turngemeinde 1846)     | 25,7  |
| 1970 | Manfred Letzelter (USC Mainz)                          | 21,5  | Elfgard Schittenhelm (OSC Berlin)             | 24,5  |
| 1971 | Manfred Letzelter (USC Mainz)                          | 22,0  | Annegret Kroniger (USC Bochum)                | 24,5  |
| 1972 | Manfred Ommer (SV Bayer 04 Leverkusen)                 | 21,3  | Rita Wilden (TuS 04 Leverkusen)               | 23,6  |
| 1973 | Manfred Ommer (SV Bayer 04 Leverkusen)                 | 21,4  | Christiane Krause (ASC Darmstadt)             | 24,1  |
| 1974 | Manfred Ommer (SV Bayer 04 Leverkusen)                 | 21,40 | Maren Schroeder (OSC Berlin)                  | 24,16 |
| 1975 | Karlheinz Weisenseel (LG Frankfurt)                    | 21,16 | Rita Wilden (TuS 04 Leverkusen)               | 23,51 |
| 1976 | Karlheinz Weisenseel (LG Frankfurt)                    | 21,44 | Inge Helten (OSC Dortmund)                    | 23,77 |
| 1977 | Karlheinz Weisenseel (LG Frankfurt)                    | 21,57 | Annegret Richter, geb. Irrgang (OSC Dortmund) | 23,22 |
| 1978 | Karlheinz Weisenseel (LG Frankfurt)                    | 21,11 | Claudia Steger (TSV Göggingen)                | 23,79 |
| 1979 | Werner Bastians (TV Wattenscheid)                      | 21,60 | Annegret Richter, geb. Irrgang (OSC Dortmund) | 23,34 |
| 1980 | Udo Thiel (TV Wattenscheid)                            | 21,43 | Heidi-Elke Gaugel (VfL Sindelfingen)          | 23,60 |
| 1981 | Erwin Skamrahl (Polizei-Sportverein Hannover)          | 21,10 | Christina Sussiek (LG Bayer Leverkusen)       | 22,94 |
| 1982 | Erwin Skamrahl (SV Union Groß Ilsede)                  | 20,99 | Heidi-Elke Gaugel (VfL Sindelfingen)          | 23,17 |
| 1983 | Ralf Lübke (Dümptener TV)                              | 20,77 | Heidi-Elke Gaugel (VfL Sindelfingen)          | 23,36 |
| 1984 | Ralf Lübke (LG Bayer Leverkusen)                       | 20,57 | Ute Thimm (ASV Köln)                          | 23,35 |
| 1985 | Ralf Lübke (LG Bayer Leverkusen)                       | 20,92 | Ute Thimm (TV Wattenscheid)                   | 23,67 |
| 1986 | Ralf Lübke (LG Bayer Leverkusen)                       | 20,77 | Heidi-Elke Gaugel (VfL Sindelfingen)          | 23,16 |
| 1987 | Rolf Kistner (TV Wattenscheid)                         | 21,22 | Ulrike Sarvari (VfL Sindelfingen)             | 23,17 |
| 1988 | Norbert Dobeleit (TV Wattenscheid)                     | 21,06 | Silke Knoll (SC Eintracht Hamm)               | 22,97 |
| 1989 | Erwin Skamrahl (VfL Wolfsburg)                         | 21,05 | Silke Knoll (SC Eintracht Hamm)               | 23,22 |
| 1990 | Michael Schwab (VfL Sindelfingen)                      | 21,39 | Ulrike Sarvari (VfL Sindelfingen)             | 23,09 |
| 1991 | Thomas Schönlebe (SC Chemnitz)                         | 21,12 | Grit Breuer (SC Neubrandenburg)               | 22,85 |
| 1992 | Alexander Lack (SC Neubrandenburg)                     | 20,98 | Grit Breuer (SC Neubrandenburg)               | 22,71 |
| 1993 | Björn Sinnhuber (MTG Mannheim)                         | 21,09 | Silke Knoll (LG Olympia Dortmund)             | 23,34 |
| 1994 | Robert Kurnicki (TV Wattenscheid)                      | 20,89 | Silke Knoll (LG Olympia Dortmund)             | 22,91 |
| 1995 | Marc Blume (TV Wattenscheid)                           | 20,98 | Silke Lichtenhagen (LG Bayer Leverkusen)      | 22,96 |
| 1996 | Marc Blume (TV Wattenscheid)                           | 21,07 | Melanie Paschke (TV Wattenscheid)             | 22,90 |
| 1997 | Florian Gamper (Eintracht Frankfurt)                   | 21,21 | Grit Breuer (OSC Berlin)                      | 23,32 |
| 1998 | Holger Vogelgsang (VfL Sindelfingen)                   | 21,20 | Melanie Paschke (TV Wattenscheid)             | 22,72 |
| 1999 | Holger Vogelgsang (VfL Sindelfingen)                   | 21,11 | Esther Möller (LG Olympia Dortmund)           | 23,02 |
| 2000 | Holger Blume (TV Wattenscheid)                         | 21,26 | Birgit Rockmeier (LG Olympia Dortmund)        | 23,07 |
| 2001 | Holger Blume (TV Wattenscheid)                         | 21,07 | Birgit Rockmeier (LG Olympia Dortmund)        | 23,19 |
| 2002 | Marc Blume (TV Wattenscheid)                           | 21,03 | Gabi Rockmeier (LG Olympia Dortmund)          | 23,02 |
| 2003 | Tobias Unger (LAZ Salamander Kornwestheim-Ludwigsburg) | 21,34 | Gabi Rockmeier (LG Olympia Dortmund)          | 23,47 |
| 2004 | Tobias Unger (LAZ Salamander Kornwestheim-Ludwigsburg) | 20,59 | Birgit Rockmeier (LG Olympia Dortmund)        | 23,51 |
| 2005 | Tobias Unger (LAZ Salamander Kornwestheim-Ludwigsburg) | 20,56 | Birgit Rockmeier (LG Olympia Dortmund)        | 23,45 |
| 2006 | Tobias Unger (LAZ Salamander Kornwestheim-Ludwigsburg) | 20,79 | Birgit Rockmeier (LG Olympia Dortmund)        | 23,37 |
| 2007 | Alexander Kosenkow (TV Wattenscheid)                   | 20,94 | Cathleen Tschirch (LG Weserbergland)          | 23,19 |
| 2008 | Stefan Kuhlee (LG Eintracht Frankfurt)                 | 21,00 | Katharina Naumann (LG Stadtwerke München)     | 23,87 |
| 2009 | Alexander Kosenkow (TV Wattenscheid)                   | 20,78 | Anne Möllinger (MTG Mannheim)                 | 23,51 |
| 2010 | Alexander Kosenkow (TV Wattenscheid)                   | 20,89 | Anne Möllinger (MTG Mannheim)                 | 23,52 |
| 2011 | Sebastian Ernst (TV Wattenscheid)                      | 20,42 | Christina Haack (Turnverein Gladbeck)         | 23,44 |
| 2012 | Aleixo-Platini Menga (TSV Bayer Leverkusen)            | 20,94 | Cathleen Tschirch (TSV Bayer Leverkusen)      | 23,21 |
| 2013 | Maximilian Kessler (SCC Berlin)                        | 21,12 | Inna Weit (LC Paderborn)                      | 23,53 |
| 2014 | Robin Erewa (TV Wattenscheid)                          | 20,56 | Rebekka Haase (LV 90 Erzgebirge)              | 23,17 |
| 2015 | Robin Erewa (TV Wattenscheid)                          | 20,70 | Rebekka Haase (LV 90 Erzgebirge)              | 23,12 |
| 2016 | Julian Reus (TV Wattenscheid)                          | 20,55 | Rebekka Haase (LV 90 Erzgebirge)              | 23,10 |
| 2017 | Robin Erewa (TV Wattenscheid)                          | 20,52 | Rebekka Haase (LV 90 Erzgebirge)              | 22,77 |
| 2018 | Steven Müller (LG ovag Friedberg-Fauerbach)            | 21,05 | Tatjana Pinto (LC Paderborn)                  | 23,19 |
| 2019 | Patrick Domogala (MTG Mannheim)                        | 20,77 | Rebekka Haase (Sprintteam Wetzlar)            | 23,04 |
| 2020 | Robin Erewa (TV Wattenscheid)                          | 20,80 | Jessica-Bianca Wessolly (MTG Mannheim)        | 23,37 |

## Meisterschaften der DDR (DVfL)
| Jahr | Herren                                | T [s] | Damen                                            | T [s] |
| ---- | ------------------------------------- | ----- | ------------------------------------------------ | ----- |
| 1983 | Udo Bauer (SC Cottbus)                | 21,20 | Kerstin Walther (SC DHfK Leipzig)                | 23,02 |
| 1984 | Frank Möller (ASK Vorwärts Potsdam)   | 21,1  | Bärbel Wöckel, geb. Eckert (SC Motor Jena)       | 22,7  |
| 1985 | Olaf Prenzler (SC Magdeburg)          | 21,07 | Kirsten Emmelmann, geb. Siemon (SC Magdeburg)    | 23,08 |
| 1986 | Olaf Prenzler (SC Magdeburg)          | 21,21 | Marita Koch (SC Empor Rostock)                   | 22,33 |
| 1987 | Olaf Prenzler (SC Magdeburg)          | 21,27 | Kirsten Emmelmann, geb. Siemon (SC Magdeburg)    | 23,04 |
| 1988 | Steffen Lassler (SC Chemie Halle)     | 21,27 | Ingrid Auerswald, geb. Brestrich (SC Motor Jena) | 23,04 |
| 1989 | Steffen Lassler (SC Chemie Halle)     | 21,46 | Grit Breuer (SC Neubrandenburg)                  | 23,26 |
| 1990 | Thomas Schönlebe (SC Karl-Marx-Stadt) | 21,08 | Sabine Günther, geb. Rieger (SC Motor Jena)      | 23,85 |